# Drassodella maculata
Espèce
Drassodella maculata est une espèce d'araignées aranéomorphes de la famille des Gallieniellidae.

## Distribution
Cette espèce est endémique du Cap-Oriental en Afrique du Sud,. Elle se rencontre vers Zuurkloof.

## Description
La femelle holotype mesure 5,64 mm, les femelles mesurent de 5,25 à 6,30 mm.

## Publication originale
- Mbo & Haddad, 2019 : A revision of the endemic South African long-jawed ground spider genus Drassodella Hewitt, 1916 (Araneae: Gallieniellidae). Zootaxa, no 4582(1), p. 1-62.